# 高嶋 (和歌山県)

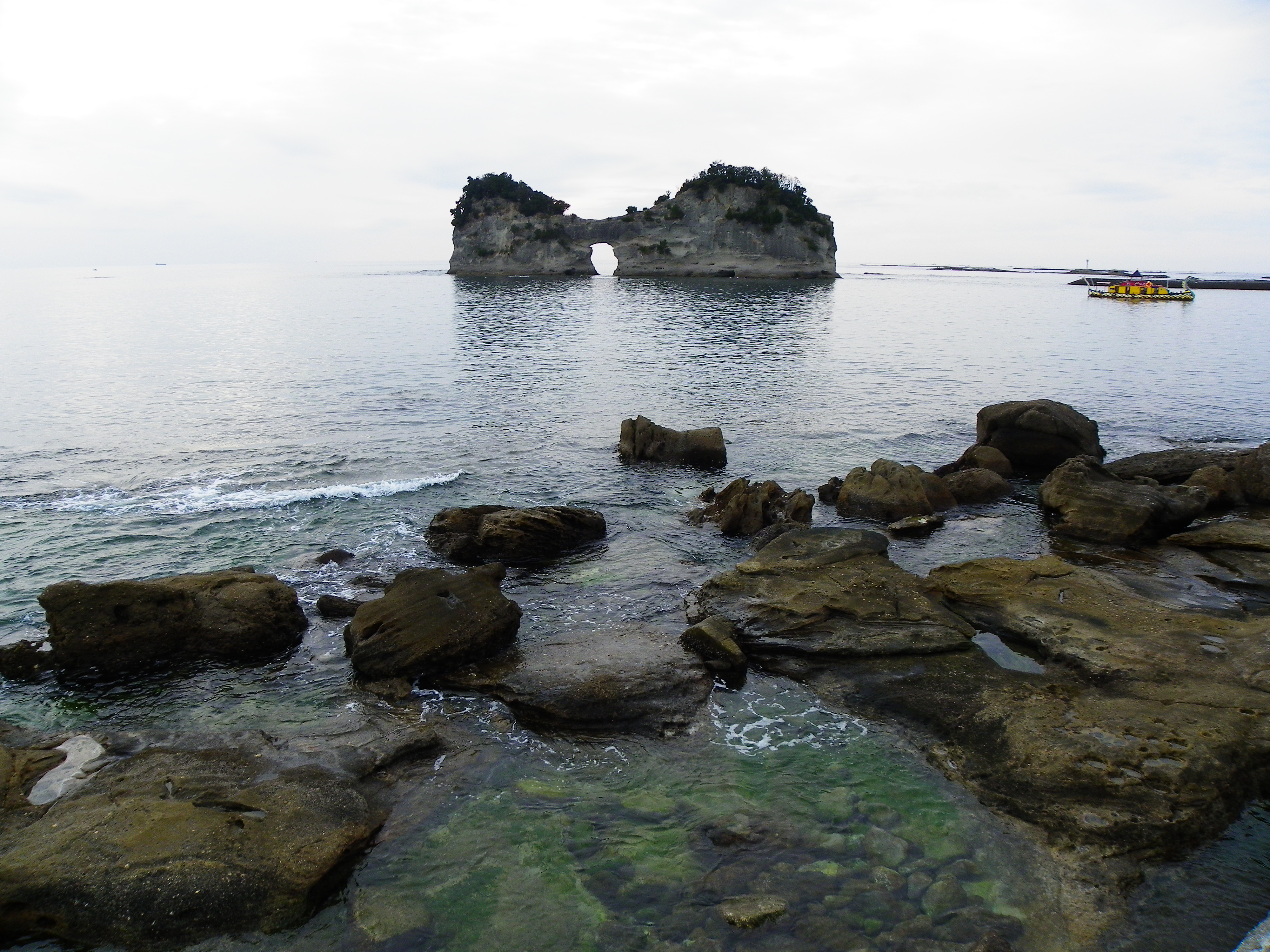
遠景（2010年2月撮影）

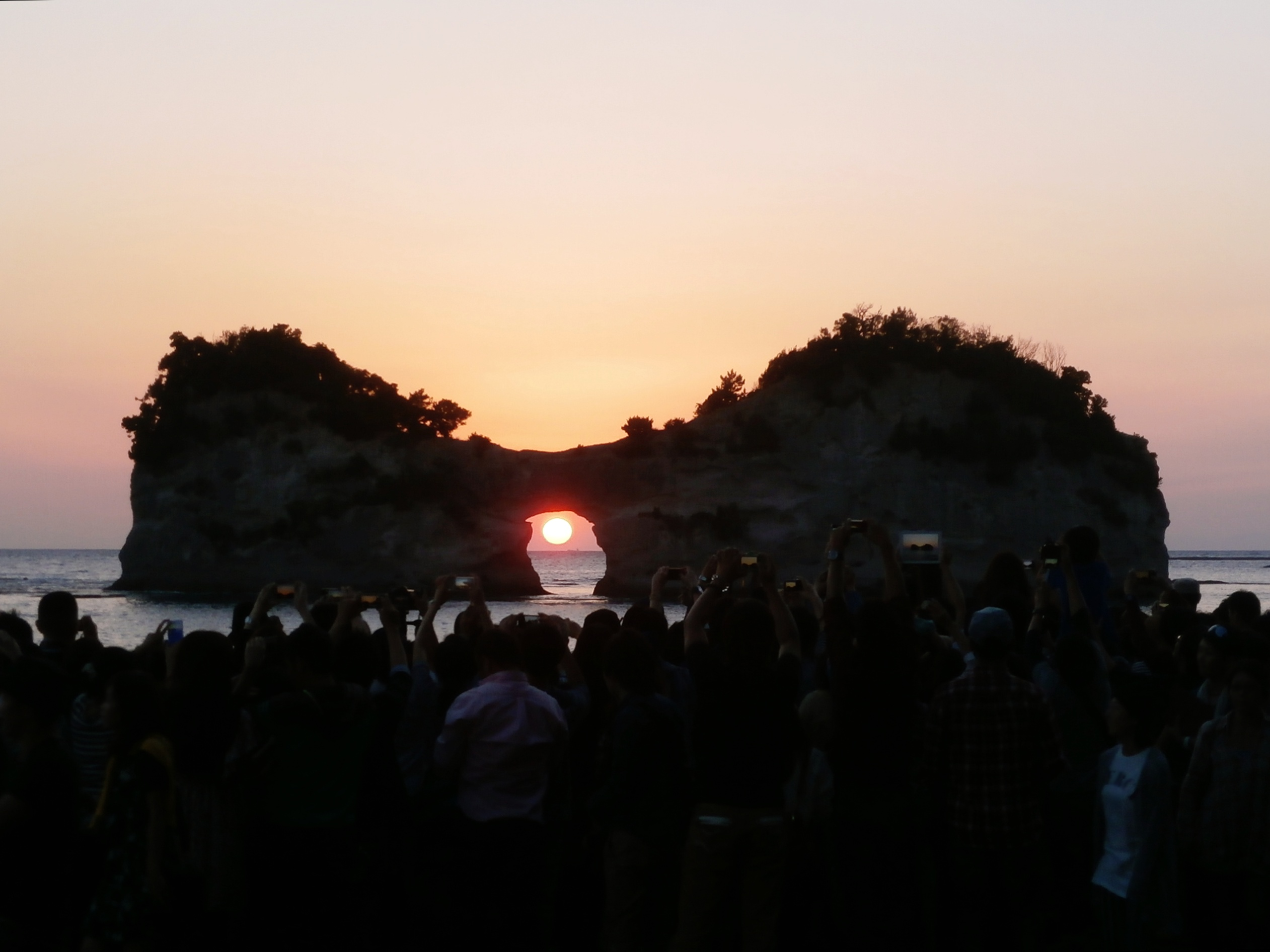
中心部に夕日が沈む時間帯は観光客で混雑する

高嶋（たかしま）は和歌山県西牟婁郡白浜町の臨海浦に浮かぶ島。国の名勝に指定されている。円月島（えんげつとう）の通称で名高い。南紀白浜のシンボルの一つ。夕景の名所としても知られる。春分・秋分の時期には、中心部の穴を通して夕日が見える。
島の大きさは南北130メートル、東西35メートル、高さ25メートル。外見的特徴としては、島の中央に海蝕による直径約9mほどの円月形の穴（海蝕洞）が開いていることで、これが通称の由来となった。大潮の干潮時には、大人であれば腰が海水に浸かるぐらいの深さで歩いて渡ることができる。近くの白良浜に比べて透明度は格段に高く、魚種も多く見られる。円月島の周りにはタコやイカなどが生息。島内の潮溜まりにはハタンポの大群が生息しており、竿をいれると入れ食い状態である。さらにトコブシも取れる。またウニが多く生息しており、刺さる危険性がある。
近年、風波による岩の崩落が進んでいる。これに伴い、白浜町は2009年7月より、管理者の許可なく円月島に近づかないよう呼びかけている。2010年10月に測量を行った結果、強い地震が発生した際には穴の直上部分が崩壊する危険性が判明したため、2011年秋以降に補強工事が行われる計画が立てられた。2014年夏を中心として、約半年に渡って行われた補修工事が10月に完了した。

## 円月島の由来
1887年ごろに来遊した津田正臣が読んだ五景詩のうちの「円月島」に始まり、1889年発行の「紀州西牟婁瀬戸鉛山温泉図」には、絵画や漢詩とともに円月島の名が登場。さらに1908年の「紀州田辺湯崎温泉案内」によって、円月島の名は広く知られるようになった。

## 所在地
- 〒649-2211 和歌山県西牟婁郡白浜町

## 交通アクセス
- JRきのくに線 白浜駅から明光バス「臨海」行きで17分
- JRきのくに線 白浜駅から明光バス「新湯崎」方面行きで12分、「白浜バスセンター」下車、同バス「臨海」行きに乗り換え5分、終点下車徒歩すぐ

## 周辺
- 南方熊楠記念館（対岸）
- 京都大学フィールド科学教育研究センター瀬戸臨海実験所水族館（対岸）
- 白浜海底観光船グラスボート（対岸）
- 本覚寺（貝寺）（対岸から徒歩20分）
- 白良浜（対岸から徒歩25分）